# Otto Kreibaum
Otto Kreibaum senior (* 24. Januar 1902 in Bisperode; † 18. November 1985 in Lauenstein) war ein Unternehmer.
Der Sohn des Sattlermeisters Christian Kreibaum und ältere Bruder von Friedrich Kreibaum pachtete 1928 eine Möbeltischlerei in Lauenstein. Mit zwei Mitarbeitern und einem Lehrling begann er die Produktion von Kleinmöbeln. Ein Wasserrad mit einer Leistung von zehn PS war das einzige Hilfsmittel. 
Kurz nach der Wirtschaftskrise entdeckte er eine Marktlücke, begann 1931 mit der Serienfertigung von Speisezimmern und beschäftigte bald 100 Mitarbeiter. Zwei Jahre später wurde mit 300 Beschäftigten in Schichten gearbeitet. 1937 waren es mehr als 500 Mitarbeiter, die nun auch Schlafzimmer in Serie fertigen. 1940 vernichtete ein Großbrand die gesamte Schlafzimmer- und Sperrholzproduktion. 

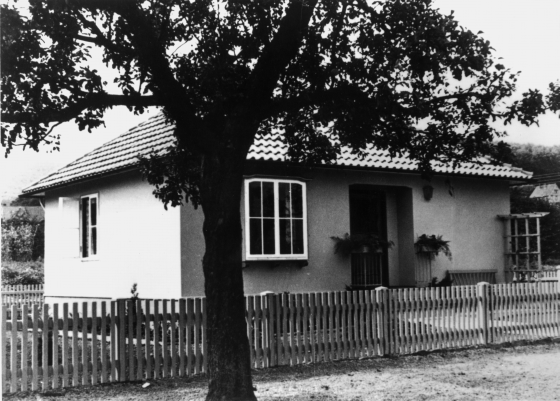
Erstes OKAL-Fertighaus in Lauenstein

Im Zweiten Weltkrieg konnte die Fabrikation nur unter schwierigsten Umständen fortgesetzt werden. Nach Kriegsende wurde mit dem erneuten Aufbau begonnen, und 1947 stand die Hauptfabrikationsstätte wieder. Dafür gab es jetzt Rohstoffknappheit. Otto Kreibaum machte jedoch aus der Not eine Tugend und entwickelte das Spanplattenstrangpressverfahren, mit dem er kontinuierlich Röhrenspanplatten für die Möbelproduktion herstellen konnte. Seine Firma wurde später OKAL (Otto Kreibaum aus Lauenstein) genannt. Nach der Patentierung des Verfahrens gründete er eine eigene Maschinenbaugesellschaft, um selbst Pressen herstellen zu können. Da dieses Material auch ausgezeichnet zum Bauen von Häusern geeignet war, wurde in dieser Richtung weitergedacht und investiert. 1953 entstand aus Röhrenspanplatten das erste OKAL-Haus in Lauenstein, bevor am 1. August 1959 mit der Serienproduktion von OKAL-Fertighäusern begonnen wurde. Damit war der Grundstein zum heutigen Unternehmen gelegt.

## Ehrungen
- 1968: Verdienstkreuz 1. Klasse der Bundesrepublik Deutschland